# Julián Ortiz Peña
Julián Ortiz Peña (Villalba de la Sierra, 6 de enero de 1876 - Cuenca, 1 de diciembre de 1931) fue un organista, compositor y maestro de capilla español.

## Vida
Julián Ortiz Peña nació en Villalba de la Sierra, en la provincia de Cuenca, a unos 20 kilómetros de la ciudad de Cuenca. En 1889 ingresó como infante del coro en el Colegio San José de la Catedral de Cuenca, donde realizó la mayoría de su educación musical. En 1889 ingresó en el seminario conciliar San Julián de Cuenca, pero finalizaría sus estudios eclesiásticos en Orense, el 8 de mayo de 1898, cuando fue nombrado sacerdote. Consiguió por nombramiento real el cargo de maestro de capilla de la Catedral de Orense en fecha desconocida, ya que el cargo había aquedado vacante tras el fallecimiento de Pedro Aurelio Fernández en 1897. Fue el primero en introducir el saxofón en la catedral, ejecutando en 1899 la Marcha fúnebre de Tomás Bretón. Durante su estancia en Orense, en 1902 y 1903, publicó algunos anuncios en La Lectura dominical vendiendo composiciones religiosas propias.
En Orense había tenido diversos cargos eclesiásticos, entre ellos, el de «familiar» del obispo Pascual Carrascosa, además del de maestro de capilla, cuando el 1 de octubre de 1904 ganó la plaza de organista de la Catedral de Cuenca que había quedado vacante a la muerte de Anastasio Muñoz. Tanto el cargo de organista como el de profesor del colegio de San José de la Catedral los mantendría hasta su fallecimiento en 1931.
En Cuenca fue muy activo en la promoción de la música. Fundó el Coro Eucarístico de Cuenca para embellecer los llamados «Jueves Eucarísticos» y dirigió los coros de las «Marías del Sagrario». Fue depositario del Archivo de Música de la Capilla de Cuenca de 1926 a 1931, una institución distinta del Archivo de Música de la Catedral de Cuenca.
Falleció en Cuenca el 1 de diciembre de 1931 por erisipela, siendo enterrado en el cementerio de San Isidro de Cuenca.

## Obra
Como escritor, colaboró con algunos periódicos conquenses, como El Centro, El Defensor de Cuenca y El Sagrario, además del zaragozano El Granito de Arena con el seudónimo Javierín.
Solo se conservan las composiciones que depositó en la Catedral de Cuenca, las que se encontraban en el archivo de su amigo y condiscípulo Rafael García Moreno fueron destruidas en el saqueo de la biblioteca. Tanto Miguel Martínez como Rubio Piqueras consideran que la etapa final del compositor fue de un a riqueza y una vida que lo colocan entre los mejores compositores religiosos de principios del siglo XX. Sus composiciones siguen siendo muy apreciadas en Cuenca, sobre todo el Himno oficial de la Virgen de la Luz (1925) y el Himno a San Julián (1925-1926), para la celebración del 3 al 5 de septiembre del Tríduo en honor de San Julián, segundo obispo de la Diócesis y Patrón de Cuenca.